# Frauendorf an der Au
Frauendorf an der Au ist eine Ortschaft und als Frauendorf eine Katastralgemeinde der Marktgemeinde Königsbrunn am Wagram im Bezirk Tulln in Niederösterreich. Die Ortschaft hat 180 Einwohner (Stand 1. Jänner 2024). Bis Ende 1968 war Frauendorf an der Au eine eigenständige Gemeinde.

## Geografie
Das Dorf liegt westlich von Bierbaum am Kleebühel unmittelbar an der Stockerauer Schnellstraße. Der Ort ist über die Landesstraßen L2015 oder L2171 erreichbar.

## Geschichte
Laut Adressbuch von Österreich waren im Jahr 1938 in der Ortsgemeinde Frauendorf ein Gastwirt, zwei Gemischtwarenhändler, ein Schmied, ein Schuster und einige Landwirte mit Direktvertrieb ansässig.
Die davor eigenständigen Gemeinden Utzenlaa und Frauendorf an der Au wurden am 1. Jänner 1969 mit der damaligen Gemeinde Bierbaum am Kleebühel fusioniert, die ihrerseits 3 Jahre später mit Königsbrunn am Wagram fusioniert wurde.